# خانه محمد رضایی
خانه محمد رضایی مربوط به اوایل دوره پهلوی است و در احمدآباد، خیابان امام خمینی، روبروی مسجد علیا، درب اول واقع شده و این اثر در تاریخ ۲ بهمن ۱۳۸۲ با شمارهٔ ثبت ۱۰۷۹۴ به‌عنوان یکی از آثار ملی ایران به ثبت رسیده‌است.